# CD Magallanes
Club Deportivo Magallanes SA je chilský fotbalový klub, hrající tamní druhou nejvyšší soutěž Primera B de Chile. Své domácí zápasy hraje na stadionu Estadio Santiago Bueras na předměstí chilského hlavního města Santiago de Chile.

## Historie
Klub byl založen 27. října 1897 pod názvem Atlético Escuela Normal FC. V roce 1933 se stal prvním vítězem 1. chilské ligy. Tento úspěch zopakoval i v následujících dvou sezónách a svůj poslední titul získal v roce 1938. V roce 1985 se poprvé a zatím naposledy zúčastnil Poháru osvoboditelů, kde skončil v základní skupině třetí za CA Peñarol a Colo-Colo.

## Úspěchy
- 4× mistr chilské ligy (1933, 1934, 1935, 1938)

- 1× účast v Copa Libertadores (1985)